# Mairy-sur-Marne
Mairy-sur-Marne és un municipi francès, situat al departament del Marne i a la regió del Gran Est. L'any 2007 tenia 539 habitants.

## Demografia

### Població
El 2007 la població de fet de Mairy-sur-Marne era de 539 persones. Hi havia 198 famílies, de les quals 24 eren unipersonals (12 homes vivint sols i 12 dones vivint soles), 83 parelles sense fills i 91 parelles amb fills.
La població ha evolucionat segons el següent gràfic:
Habitants censats

### Habitatges
El 2007 hi havia 209 habitatges, 199 eren l'habitatge principal de la família i 10 estaven desocupats. 208 eren cases i 1 era un apartament. Dels 199 habitatges principals, 171 estaven ocupats pels seus propietaris, 26 estaven llogats i ocupats pels llogaters i 2 estaven cedits a títol gratuït; 1 tenia una cambra, 1 en tenia dues, 6 en tenien tres, 55 en tenien quatre i 137 en tenien cinc o més. 174 habitatges disposaven pel capbaix d'una plaça de pàrquing. A 58 habitatges hi havia un automòbil i a 136 n'hi havia dos o més.

### Piràmide de població
La piràmide de població per edats i sexe el 2009 era:
| Homes | Edats   | Dones |
| ----- | ------- | ----- |
| 0     | 95 o +  | 0     |
| 4     | 90 a 94 | 0     |
| 0     | 85 a 89 | 4     |
| 0     | 80 a 84 | 0     |
| 4     | 75 a 79 | 0     |
| 12    | 70 a 74 | 12    |
| 4     | 65 a 69 | 8     |
| 20    | 60 a 64 | 16    |
| 8     | 55 a 59 | 16    |
| 36    | 50 a 54 | 20    |
| 36    | 45 a 49 | 36    |
| 16    | 40 a 44 | 32    |
| 20    | 35 a 39 | 20    |
| 8     | 30 a 34 | 20    |
| 16    | 25 a 29 | 0     |
| 16    | 20 a 24 | 20    |
| 24    | 15 a 19 | 24    |
| 24    | 10 a 14 | 24    |
| 20    | 5 a 9   | 12    |
| 4     | 0 a 4   | 8     |

## Economia
El 2007 la població en edat de treballar era de 374 persones, 259 eren actives i 115 eren inactives. De les 259 persones actives 248 estaven ocupades (132 homes i 116 dones) i 11 estaven aturades (3 homes i 8 dones). De les 115 persones inactives 49 estaven jubilades, 40 estaven estudiant i 26 estaven classificades com a «altres inactius».

### Ingressos
El 2009 a Mairy-sur-Marne hi havia 214 unitats fiscals que integraven 574,5 persones, la mediana anual d'ingressos fiscals per persona era de 21.547 €.

### Activitats econòmiques
Dels 10 establiments que hi havia el 2007, 2 eren d'empreses de fabricació d'altres productes industrials, 2 d'empreses de construcció, 1 d'una empresa d'hostatgeria i restauració, 3 d'empreses de serveis, 1 d'una entitat de l'administració pública i 1 d'una empresa classificada com a «altres activitats de serveis».
Dels 3 establiments de servei als particulars que hi havia el 2009, 1 era un guixaire pintor, 1 lampisteria i 1 restaurant.
L'any 2000 a Mairy-sur-Marne hi havia 7 explotacions agrícoles que ocupaven un total de 1.631 hectàrees.

## Equipaments sanitaris i escolars
El 2009 hi havia una escola elemental.

## Poblacions més properes
El següent diagrama mostra les poblacions més properes.